# 寺洼山遗址
寺洼山遗址，位于中国甘肃省临洮县，为一个省级文物保护单位，类型为古遗址。
寺洼山遗址的历史年代为新石器时代至青铜时代。